# 김여영
김여영(1979년 6월 26일~)은 대한민국의 다이빙 선수로, 1996년 하계 올림픽에 참가했다.